# Rivière Armagh
Pour les articles homonymes, voir Armagh (homonymie).
La rivière Armagh est un affluent de la rivière Filkars laquelle se déverse sur la rive sud de la rivière Beaurivage dont le courant se déverse successivement sur la rive ouest de la rivière Chaudière et sur la rive sud du fleuve Saint-Laurent. Elle coule dans la municipalité de Sainte-Agathe-de-Lotbinière, dans la municipalité régionale de comté (MRC) de Lotbinière, dans la région administrative de Chaudière-Appalaches, au Québec, au Canada.

## Géographie
Les principaux bassins versants voisins de la rivière Armagh sont :
- côté nord : rivière du Chêne, rivière Henri, rivière Beaurivage ;
- côté est : rivière Beaurivage, rivière Chaudière ;
- côté sud : rivière Bécancour, rivière Palmer, rivière Saint-André ;
- côté ouest : rivière Bécancour.

La rivière Armagh prend sa source dans la municipalité de Sainte-Agathe-de-Lotbinière à 4,6 km au sud du village. Cette zone de tête est située à 0,8 km au nord de la rivière Palmer, à l'est de la source de la rivière aux Chevreuils et à 2,2 km au nord-ouest de la limite municipale de Saint-Jacques-de-Leeds.
À partir de sa source, la rivière Armagh coule sur 7,7 km répartis selon les segments suivants :
- 3,3 km vers le nord, en formant une courbe vers l'ouest, jusqu'à la route 271 qu'elle coupe à 2,8 km au sud-est du village de Sainte-Agathe-de-Lotbinière ;
- 4,1 km vers le nord-est, jusqu'à une route de campagne ;
- 0,3 km vers le nord-est, jusqu'à sa confluence.

La rivière Armagh se déverse sur la rive est de la rivière Filkars à 4,8 km à l'est du centre du village de Sainte-Agathe-de-Lotbinière.

## Toponymie
Le toponyme Rivière Armagh a été officialisé le 16 octobre 1983 à la Commission de toponymie du Québec.